# Спурий Папирий Крас
Спурий Папирий Крас (на латински: Spurius Papirius Crassus) e политик на Римска република през 4 век пр.н.е. Произлиза от патрицианската фамилия Папирии.
Той e консулски военен трибун през 382 пр.н.е. Заедно с колегата си Луций Папирий Крас водят поход против град Велетри.